# Bingo
Bingo – gra hazardowa, rodzaj loterii, w której gracze na wydrukowanej papierowej planszy z liczbami zakreślają liczby wylosowane przez prowadzącego grę – callera. Gra jest znana w dwóch wersjach: z planszą o rozmiarach 5x5 – BINGO 75 lub 3x9 – BINGO 90. Pierwsza osoba, której wylosowane będą wszystkie liczby na planszy (BINGO 90) lub wszystkie liczby w linii (BINGO 75) wykrzykuje „Bingo!”, informując innych o wygranej. Bingo powstało w XIX-wiecznych Stanach Zjednoczonych i wywodziło się z dziecięcej gry lotto. 
W bardzo podobną grę zwaną housie (BINGO 90) grają Nowozelandczycy, Australijczycy i Brytyjczycy.

## Opis gry
Każdy gracz otrzymuje planszę z siatką zawierającą kombinację liczb i, w niektórych krajach (m.in. w Polsce), puste pola. Zwycięzca ogłasza uformowanie linii z liczb (BINGO 75) lub wylosowane wszystkich liczb (BINGO 90-kulowe) na planszy. W każdej turze prowadzący wylosowuje numerowaną kulę z pojemnika i ogłasza liczbę wszystkim graczom. Kula jest odkładana na bok, aby nie mogła być wylosowana ponownie. Każdy gracz szuka na swojej karcie wylosowanej liczby i zaznacza ją.
W Bingo klasycznym nazywanym również BINGO75 (czyli wersji bingo na 75 liczb) Caller (dzwoniący) kontynuuje losowanie i wyczytywanie liczb, dopóki któryś z graczy nie uformuje linii pięciu liczb na swojej karcie do gry.
Każdy z graczy zobowiązany jest krzyknąć „BINGO”, gdy ułoży z cyfr line pionową, poziomą lub na ukos.

## Plansze do Bingo
Kanadyjskie i amerykańskie plansze do Bingo są płaskimi kawałkami tektury zawierającymi 25 kwadratów ułożonych w pięć kolumn po pięć rzędów. Plansze dual dab lub dual-action mają 2 liczby w każdym kwadracie. Każde miejsce na planszy zawiera numer prócz środkowego, które jest przyjęte jako już zaznaczone. Maksymalną liczbą jest 75. Litery B, I, N, G i O są wydrukowane nad 5 kolumnami na górze planszy. Wielkości liczb na planszy odpowiadają kolejności w kolumnach - od 1 do 15 w kolumnie B; od 16 do 30 kolumnie I; od 31 do 45 w kolumnie N; od 46 do 60 w kolumnie G i od 61 do 75 w kolumnie O.
przykład:
| B  | I  | N  | G  | O  |
| -- | -- | -- | -- | -- |
| 3  | 19 | 45 | 47 | 62 |
| 11 | 25 | 34 | 53 | 70 |
| 15 | 24 |    | 59 | 68 |
| 13 | 16 | 39 | 51 | 72 |
| 7  | 28 | 35 | 48 | 66 |

W wersji BINGO 90 plansza jest kartką z trzema rzędami po dziewięć pól każda. W każdym rzędzie wypełnionych jest 5 pól liczbami z zakresu 1 do 90. Kolumn jest 9 by ułatwić odnajdywanie liczb - każda kolumna może zawierać liczby z kolejnej dziesiątki. Najprościej przedstawia to poniższy przykład.
Przykład:
| 3 | 19 |    |    | 45 | 57 |    |    | 82 |
|   | 11 | 25 | 34 |    | 53 |    | 70 |    |
|   | 15 | 24 |    | 44 |    | 68 |    | 89 |

## Kultura
Zwykle rozgrywa się do kilku Bingo w jednej partii, np. na początku wygrywa gracz, który pierwszy zdobędzie całą linię, po czym gra jest kontynuowana aż do czasu, kiedy któryś z graczy zdobędzie całą planszę.
Większość graczy zaznacza cyfry na wielu planszach naraz; 30 plansz nie jest rzeczą niezwykłą. Z powodu dużej liczby plansz używanych przez każdego gracza, hale mają oddzielny stolik dla każdego gracza, na którym mocuje plansze za pomocą taśmy klejącej. Aby zaznaczać cyfry szybciej używane są specjalne markery zwane dabber. 
Bingo jest często wykorzystywane jako narzędzie edukacyjne w procesie nauczania obcego języka w wielu krajach. Zwykle zamiast liczb na planszach są słowa lub obrazki, a nauczyciel wyczytuje słowa w obcym języku.

## Historia
Bingo może pochodzić od gry zwanej lotto, popularnej we Włoszech w roku 1530. Słowo bingo pochodzi od zniekształcenia słowa beano, nazwy gry podobnej do bingo, granej w USA w latach 20. Nazwa beano pochodzi od angielskiego słowa bean (fasola), gdyż to właśnie ziarna fasoli były wykorzystywane do przykrywania wyczytanych cyfr. Nazwa bingo powstała, gdy podniecony gracz wykrzyczał Bingo! zamiast Beano!.